# Hotel Rwanda
Hotel Rwanda (en español, Hotel Ruanda) es una película británica de drama histórico de 2004, dirigida por Terry George, coescrita junto a Keir Pearson y protagonizada por Don Cheadle y Sophie Okonedo en los papeles principales. La historia se ambienta en la masacre civil ocurrida en 1994 en Ruanda y en las experiencias que un grupo de personas vivieron durante el genocidio de Ruanda.

## Argumento

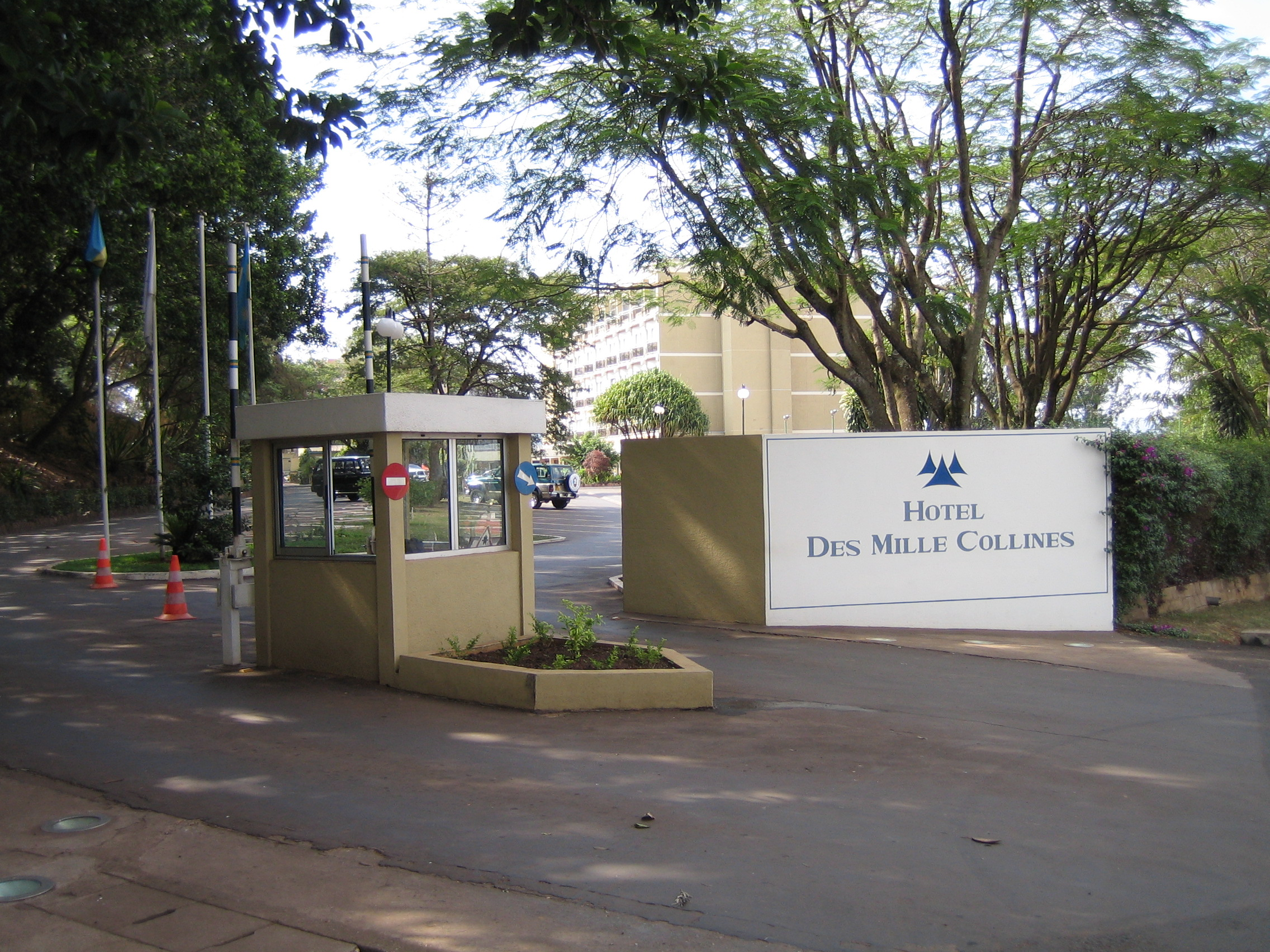
El Hôtel des Mille Collines, escenario principal de la película.

Al inicio del filme se aprecia que, a unas horas de la firma de un convenio de paz entre hutus y tutsis respaldado por la ONU en el Hôtel des Mille Collines en Kigali, Ruanda, pequeños acontecimientos empiezan a perturbar la cotidianeidad del país. Soldados hutu instigan por radio a erradicar la invasión asesina de los tutsis. La historia se centra en Paul Rusesabagina (Don Cheadle), administrador del hotel Des Mille Collines.
Rusesabagina es hutu y director del Hôtel des Mille Collines, propiedad de la aerolínea belga Sabena, y cuyos principales clientes son turistas franceses y belgas. Respetado por su generosidad, su carisma y los contactos que tiene con influyentes personajes hutus y tutsis, Rusesabagina se ve involucrado en el transcurso de los acontecimientos cuando amenazan a su mujer tutsi, a sus hijos y vecinos con la muerte, y logra sortear los primeros obstáculos mediante el soborno a los jefes militares hutus, con la esperanza de que las fuerzas internacionales lleguen en cualquier momento para evitar la guerra civil. Sin embargo, la situación sigue igual e incluso se agrava.
Tras el asesinato del presidente ruandés Juvénal Habyarimana, comienzan las matanzas indiscriminadas de tutsis a manos de los soldados y ciudadanos hutus. Paul logra proteger a los suyos en el hotel, al que empiezan a llegar cientos de personas pidiendo auxilio. Mientras tanto, un joven camarógrafo y un reportero de la BBC asisten al espectáculo dantesco y Paul hace uso de todos los recursos y sobornos posibles para mantener con vida a los tutsis refugiados en el hotel. Pronto, las fuerzas internacionales llegan a Ruanda pero solo para evacuar a los ciudadanos de nacionalidades europeas y devolverlos a sus países de origen y con órdenes de no intervención. Paul, armado de coraje y con la ayuda del coronel Oliver (Nick Nolte), personaje basado en el general canadiense Roméo Dallaire, enviado de la ONU y defraudado por el comportamiento internacional, logra cobijar y proteger primero, y salvar después, la vida de miles de personas que confiaron en él. Rusesabagina espera que una gran intervención de potencias extranjeras detenga la inminente matanza, pero el coronel Oliver lucha por traer a la realidad a Rusesabagina, explicándole que ni la ONU ni las potencias foráneas tomarán un serio interés por los sucesos de Ruanda.
Paul se compromete consigo mismo para proteger a su mujer tutsi, Tatiana (Sophie Okonedo), a sus hijos y a los 1200 vecinos tutsis y hutus que, atemorizados y amenazados, llegan al hotel pidiendo auxilio y protección. Cuando llegan las fuerzas internacionales de Francia, éstas no ofrecen intervención ni ayuda a los perseguidos y se limitan a sacar de Ruanda a los europeos, dejando atrás a los africanos. Tras ello, Rusesabagina entiende las advertencias de Oliver (quien permanece en el país como enviado de la ONU), y se enfrenta con sus empleados a los caudillos militares hutus ofreciendo a ellos dinero, joyas y licor como soborno para que el hotel Des Mille Collines no sea atacado.

## Reparto
- Don Cheadle como Paul Rusesabagina.
- Sophie Okonedo como Tatiana Rusesabagina.
- Nick Nolte como Coronel Oliver.
- Joaquin Phoenix como Jack Daglish.
- Fana Mokoena como General Augustin Bizimungu.
- Cara Seymour como Pat Archer.
- Jean Reno como Tillens.
- Tony Kgoroge como Gregoire.
- Desmond Dube como Dube.
- Hakeem Kae-Kazim como Georges Rutaganda.
- Leleti Khumalo como Fedens.

## Premios y nominaciones
Premios Óscar
| Año  | Categoría               | Persona                   | Resultado  |
| ---- | ----------------------- | ------------------------- | ---------- |
| 2004 | Mejor actor             | Don Cheadle               | Candidato  |
| 2004 | Mejor actriz de reparto | Sophie Okonedo            | Candidata  |
| 2004 | Mejor guion original    | Terry George Keir Pearson | Candidatos |

Globos de Oro
| Año  | Categoría              | Persona          | Resultado |
| ---- | ---------------------- | ---------------- | --------- |
| 2004 | Mejor película- drama  |                  | Candidata |
| 2004 | Mejor actor- drama     | Don Cheadle      | Candidato |
| 2004 | Mejor canción original | "Million Voices" | Candidata |

Premios BAFTA
| Año  | Categoría            | Persona                   | Resultado  |
| ---- | -------------------- | ------------------------- | ---------- |
| 2004 | Mejor guion original | Terry George Keir Pearson | Candidatos |

Premios del Sindicato de Actores
| Año  | Categoría               | Persona        | Resultado |
| ---- | ----------------------- | -------------- | --------- |
| 2004 | Mejor actor             | Don Cheadle    | Candidato |
| 2004 | Mejor actriz de reparto | Sophie Okonedo | Candidata |
| 2004 | Mejor reparto           | —              | Candidata |

## Valoración histórica
- Fidelidad o no a los hechos históricos.

La película es fiel a los hechos, aunque nos cuenta la historia de Paul Rusesabagina, nos explica también como fue este hecho histórico que tanto ha marcado en la historia. A través de la historia, el director de la película nos muestra la pasividad de las fuerzas internacionales en cuanto a este suceso, es decir, lo que no hicieron en cuanto al conflicto. En este caso en la película nos muestra a la ONU con los cascos azules, que fueron los que a través de la misión UNAMIR establecerían la paz en Ruanda.
En este sentido, gran parte de los espectadores ruandeses que vieron el largometraje el año de su estreno destacaron la fidelidad y la fuerza del relato. Si bien algunos de los supervivientes del genocidio criticaron que no se mostrase la matanza más explícitamente, otros agradecieron que no fuese así, sino que se mostrase lo ocurrido sin excederse teniendo en cuenta que, al fin y al cabo, era una película.
- Si los explica en su contexto o descontextualizados, aislados…

Los hechos históricos los cuenta en su contexto, aunque no nos explica cómo surge el odio entre estas dos etnias, que no dejan de ser pertenecientes a la población de Ruanda. Hay que recalcar que esta película se basa en la historia de Paul Rusesabagina, y como fue acogiendo en su hotel a diferentes personas que eran diferentes a su etnia: tutsi. Por lo que los hechos se desarrollan la mayoría en el hotel donde él trabaja o en los alrededores del hotel, ya que la puesta en escena se trata del Hotel des Milles Collins.
Los hechos relatados son explicados en su contexto de una forma u otra, ya sea a través de la propia trama en el caso de que se trate de los acontecimientos directamente relacionados con Rusesabagina, o mediante la utilización de otras fórmulas en el caso de hechos que es importante conocer para entender la situación completamente pero que, al tratarse de un largometraje, romperían el desarrollo de la trama principal (que, al final, se identifica con el relato de los acontecimientos que rodearon a Paul Rusesabagina). En lo relacionado con este segundo caso, se utiliza la voz en off, texto sobre un fondo en negro o comentarios por parte de otros personajes al protagonista informándole a él (y con ello al público) de lo que está pasando fuera de su "círculo".
- ¿A qué intereses responde el planteamiento de la película?

Lo que nos quiere mostrar la película es la realidad de lo que sucedió en Ruanda, es decir, nos quiere acercar hacia la historia de un superviviente, de cómo vivió esos tres meses de matanzas masivas, de duda de si podrá o no sobrevivir y salir de allí con su familia, etc.
- ¿A qué bando o grupo apoya? ¿De qué parte se coloca?

No se coloca por parte de ningún bando, se muestra pasivo en el conflicto, ya que como se ha especificado antes, se trata de contar la historia de un superviviente del genocidio y que ayudó a miles de personas tutsis de ser asesinadas por los hutus. Es por ello, que la película no se muestra partidaria de los tutsis o de los hutus, al final se ciñe a contar los hechos que sucedieron en Ruanda a raíz de la muerte del presidente.
- ¿Qué NO cuenta la película de lo que sucedió?

Lo que no cuenta son los tribunales creados para enjuiciar a todos los partícipes del genocidio, al final nos muestra los hechos posteriores de los personajes como puede ser que Paul Rusesabagina acogió a 1268 refugiados no solo tutsis, sino también hutus en su hotel. Su familia vive en Bélgica con sus hijos y sus sobrinas, que luego fueron adoptados por ellos. Otro hecho es que no encontraron al hermano de Tatiana (mujer de Paul) ni a su mujer, el general Augustin Bizimungu fue capturado en 2002 en Angola y fue llevado a juicio a los tribunales de la ONU celebrados en Tanzania, condenándole a cadena perpetua y, que dejaron a casi un millón de cadáveres a su paso. Además, tampoco se nos cuenta la guerra del Congo que tuvo lugar posteriormente.
Por otra parte, tampoco hace referencia al papel que el gobierno francés parece haber tenido en el desarrollo de los acontecimientos. En 2001, el gobierno ruandés presentó por primera vez pruebas de la implicación del gobierno francés en el genocidio que acaeció a su país en 1994. Esas pruebas, que contienen telegramas diplomáticos, entrevistas antiguas entre miembros de ambos gobiernos y transferencias bancarias, hacen posible afirmar que el presidente francés Mitterrand ignoró todas las alertas y cooperó con la matanza con tal de proteger a su "puerta" a la región de los Grandes Lagos. Dicha colaboración con el gobierno hutu no llegaría a su fin ni siquiera tras la llegada de las primeras imágenes del genocidio a la comunidad internacional.
Ante estas acusaciones, el gobierno de Macron mandó realizar asimismo un informe oficial a una comisión de expertos acerca del papel francés en el genocidio. Tras su publicación, el presidente francés se vio obligado a reconocer la "responsabilidad" francesa, a aceptar que el Ministerio del Exterior bajo el mandato de Mitterrand cometió errores "abrumadores" y que estuvo "ciego". No obstante, afirmó no haber sido cómplices de la matanza a pesar de las pruebas presentadas por el gobierno ruandés.
- Hipótesis de por qué lo oculta o ignora.

Una hipótesis de por qué oculta o ignora los hechos de los tribunales, es porque quiere contar la historia de Paul desde que empezó el genocidio, hasta que acabó y pudo escapar de Ruanda, yéndose a Bélgica junto con su familia, paraje al que fueron destinados. Además, el director quería centrarse en la historia del genocidio, aunque después de que terminase dicha trama, nos explica, como se ha visto anteriormente lo que pasó con algunos de los principales hutus que salen en la película.
En cuanto al tema de la intervención de Francia, su "ocultación" responde a que los años de realización y estreno de la película, los datos acerca de la intervención real del gobierno francés en el genocidio no eran conocidos y, por tanto, resultaría imposible mostrarlos en un largometraje.
- ¿Qué imagen en su conjunto transmite del continente africano, de sus poblaciones y de su pasado?

La imagen que transmite en su conjunto de África, pero sobre todo de sus poblaciones y de su pasado, es que este hecho fue una lucha más política que cultural entre dos etnias que conviven en Ruanda. Esta lucha se originó a raíz de que Bélgica colonizara la región de Ruanda, un detalle que se aprecia bien en la película son que mantuvieron los carnets de identidad, donde especificaban a que etnia pertenecía cada uno.
Este hecho histórico que se produjo en Ruanda, no fue por culpa de una etnia u otra, fue a través de su colonizador belga, quien hizo que incrementase el odio entre estas dos etnias que convivían unos con otros. Gracias a ellos, los discursos estaban dirigidos a enfatizar el odio entre los tutcsis y los hutus, incluso en algunos documentos y en la película misma se refieren a los tutsis como “cucarachas”. Es por ello que la imagen que se transmite no es más que una lucha originada por los países occidentales, los cuales pudieron hacer cualquier cosa para poder poner fin a este hecho, pero por sus propios intereses no quisieron ponerle fin.